# Программа Safeguard

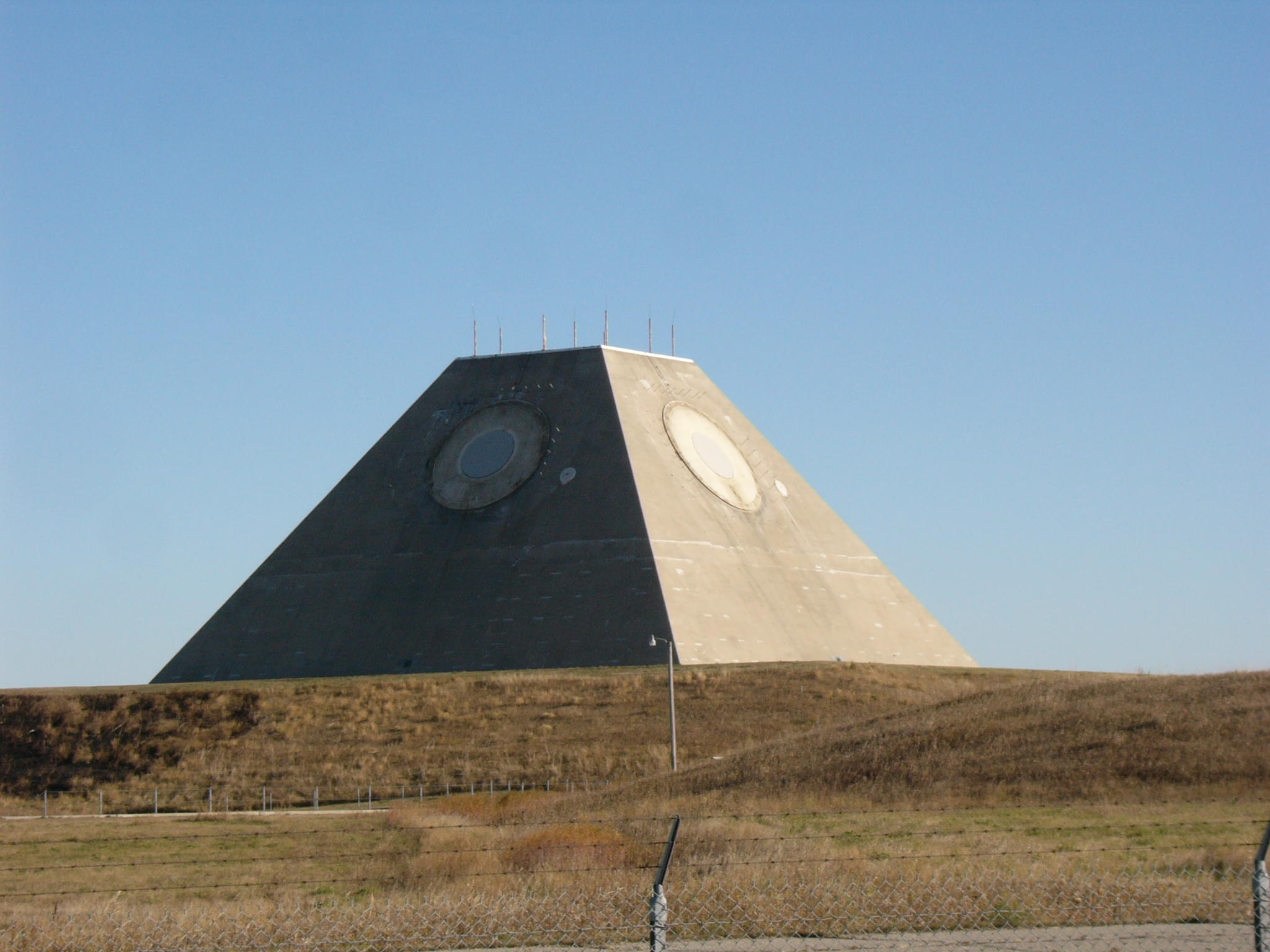
Радар ракетной позиции (MSR) программы Safeguard, комплекс Stanley R. Mickelsen, округ Кавалир, штат Северная Дакота.

Программа Safeguard (с англ. — «Мера предосторожности») — система противоракетной обороны, созданная армией США в начале 1970-х на базе предшествующих работ по проекту LIM-49 Nike Zeus. Предназначалась для гарантии ответного удара путём защиты позиций ядерных ракет от возможного обезоруживающего удара противника. Основывалась на двух эшелонах обороны:
- Заатмосферном (осуществляемом дальнобойными противоракетами LIM-49 «Spartan»)
- Внутриатмосферном (осуществляемом ближними противоракетами «Sprint»)

Планировалось развертывание ряда комплексов системы для защиты стратегических военных объектов и частично — населенных пунктов, но в связи с подписанием договора об ограничении систем противоракетной обороны в 1972 году был завершен только один комплекс, противоракетная база имени Стэнли Микельсена в Северной Дакоте. База предназначалась для защиты районов базирования межконтинентальных баллистических ракет «Минитмен» 321-го ракетного крыла.
Комплекс состоял на вооружении крайне ограниченное время с 1975 по 1976 год, и был законсервирован в связи с изменением доктрины защиты ядерного арсенала США.

## История
См. LIM-49 Nike Zeus

### Nike-X

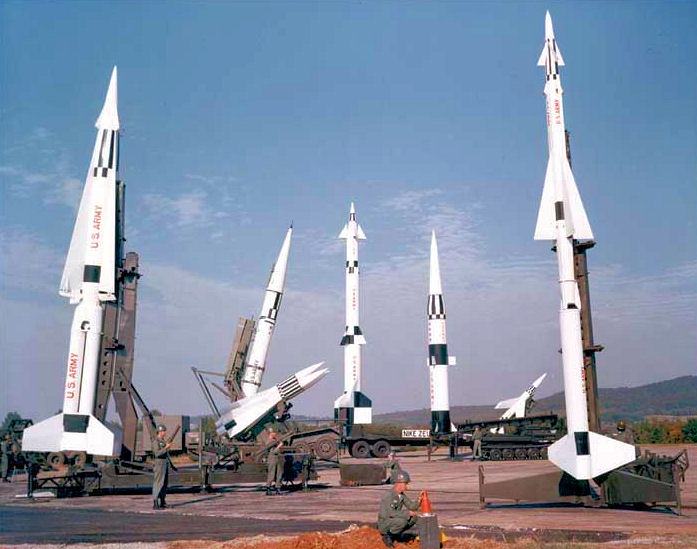
Семейство ракет "Найк"

Главным недостатком разработанной в начале 1960-х противоракетной системы LIM-49 Nike Zeus являлось использование стандартных радаров с механическим сканированием путём вращения антенны. Это существенно замедляло реакцию системы (что, с учетом ограниченного десятками секунд времени перехвата, было критично) и вынуждало использовать отдельную РЛС для отслеживания каждой перехватываемой неприятельской боеголовки.
В результате, так как каждая отдельная база проекта «Зевс» имела только шесть радаров сопровождения целей (англ. Target Tracking Radar), то одновременно могло быть перехвачено не более шести боеголовок. С учетом, что на выработку огневого решения требовалось приблизительно 45 секунд (20 на взятие цели на сопровождение и 25 собственно на перехват), система физически не могла перехватить более шести атакующих одновременно боевых блоков. С учетом стремительного увеличения ядерного арсенала СССР в 1960-х, это означало, что противник может преодолеть систему, просто послав против охраняемого объекта одновременно больше боеголовок, чем система может отследить.
Решением проблемы стала программа «Nike-X», начатая в 1961 году. В ходе программы предполагалось сделать основой комплекса новые РЛС с фазированными антенными решетками, способными одновременно отслеживать множество целей. Новые, более совершенные компьютеры со значительно большим быстродействием, позволяли свести процесс выработки огневого решения к долям секунды.
После детального рассмотрения проекта было принято решение дополнить систему еще одним, ближним эшелоном перехвата — компактной противоракетой с минимальным временем реакции, способной поражать прорвавшиеся мимо «Nike-X» боеголовки уже в пределах атмосферы. Кроме того, было сочтено осмысленным увеличить радиус действия противоракет заатмосферного перехвата, чтобы иметь запас времени для последовательных перехватов при массированном нападении. В конечном итоге было решено разработать на базе «Nike-X» полностью новый комплекс противоракетной обороны «Sentinel», включающий противоракету LIM-49A «Spartan» (развитие «Найк-X») как часть системы заатмосферного перехвата.

### Программа Sentinel
В 1967 году Роберт Макнамара анонсировал начало работ по программе «Sentinel» (с англ. — «Страж»), направленной на защиту территории США от ракетно-ядерного нападения. Система основывалась на программе «Nike-X» и включала два эшелона перехвата — внешний, заатмосферный, при помощи дальнобойных ракет «Спартан», и внутренний внутриатмосферный, при помощи ракет малого радиуса действия «Спринт».
Предполагалось, что система обеспечит уверенную защиту американской территории от ограниченного ракетного нападения. В этот период наиболее вероятным потенциальным агрессором считался коммунистический Китай: американские эксперты полагали, что в то время, как советское руководство понимает опасность атомной войны и не будет рисковать началом таковой, китайская политическая верхушка намного менее адекватна и может использовать ядерный шантаж для внешнеполитических задач. Предполагалось, что Китай по техническим и экономическим причинам не сможет развернуть значительный арсенал дальнобойных ракет, и система противоракетной обороны сумеет защитить от китайской атаки.
Кроме того, задачей системы «Сентинел» являлась защита стратегических объектов на территории США — командных центров, районов базирования МБР, аэродромов стратегической авиации и баз подводных ракетоносцев — от угрозы «обезоруживающего» удара. Атомная стратегия того времени полагала, что неприятель (СССР или КНР) может попытаться нанести внезапный ядерный удар ограниченной мощности при помощи носителей с небольшим временем реакции — баллистических ракет подводных лодок или орбитальных атомных зарядов — с целью накрыть американский ядерный арсенал на позициях до того, как будут переданы команды на запуск. Эти опасения подогревались данными разведки о создании в Советском Союзе собственных систем ПРО. В случае, если большая часть американских МБР была бы выведена из строя обезоруживающим ударом (что было маловероятно, но возможно), даже существующие системы противоракетной обороны сумели бы нейтрализовать немногие оставшиеся ракеты.
Наконец, система снижала вероятность начала полномасштабной войны из-за случайного запуска баллистической ракеты или из-за сознательной провокации третьей стороны (в качестве такой, опять же, рассматривался Китай, который имел стимул спровоцировать конфликт между СССР и США). Система противоракетной обороны могла бы остановить такой ограниченный удар и дать обеим сторонам время для разрешения ситуации мирным путём.
Планы развертывания предполагали создание на территории США (включая Аляску и Гавайи) семнадцати баз противоракет. Четыре из них предназначались для защиты авиабаз развертывания МБР «Минитмен», две — для прикрытия военно-морских баз и радарных комплексов на Аляске и Гавайских островах, остальные одиннадцать — для защиты крупнейших населенных центров: Вашингтон, Нью-Йорк, Бостон, Чикаго, Детройт, Олбани, Даллас, Лос-Анджелес, Сан-Франциско, Солт-Лейк-Сити и Сиэтл: учитывая дальнобойность противоракет «Спартан», это означало, что противоракетное прикрытие получает практически вся территория США.
Программа «Сентинел» разрабатывалась с 1963 по 1964 год, и в ходе работы были созданы основные архитектурные решения будущего «Сэйфгарда». Однако, по мере развития программы начали возникать существенные проблемы:
- Создание абсолютно надежной системы противоракетной обороны все еще не представлялось возможным
- Развертывание даже ограниченной глобальной противоракетной обороны могло бы подстегнуть СССР к новому витку гонки вооружений, на который США были бы вынуждены реагировать
- Даже в идеальном случае система защищала только ограниченные территории (пусть даже крупнейшие населенные пункты) от ограниченной атаки
- Хотя внешний (заатмосферный) эшелон противоракетной обороны не представлял опасности для гражданского населения, детонации боеголовок внутреннего (внутриатмосферного) эшелона обороны могли быть опасны для самих защищаемых территорий.
- Наконец, развертывание такой системы само по себе стимулировало бы противника идти на превентивный удар в случае любого конфликта — поскольку противник опасался бы угрозы обезоруживающего удара со стороны США (противоракетная оборона которых помогла бы им нейтрализовать ослабленный ответный удар неприятеля).

## Концепция
В 1967 году министерство обороны США объявило о пересмотре взгляда на перспективную систему противоракетной обороны. Отныне в основу концепции была положена защита исключительно стратегических объектов военной инфраструктуры от угрозы обезоруживающего внезапного нападения. Пересмотренная программа «Сентинел» получила название «Сэйфгард» — «мера предосторожности», что отражало её назначение.
Предполагалось, что наличие систем ПРО для защиты стратегических объектов сделает невозможным для неприятеля уничтожение этих объектов обезоруживающим ударом небольшого числа боеголовок (например, внезапным ударом с подводной лодки, подошедшей близко к побережью США). Подготовить же массированный удар незаметно у противника не выйдет: его подготовка неминуемо привлечет внимание разведки и насторожит США. Таким образом, не нарушая стратегического баланса как такового (так как населенные центры США были открыты ответным ударам неприятеля), система гарантировала выживание американского ядерного арсенала в случае внезапного неприятельского обезоруживающего удара.
В качестве основных прикрываемых объектов теперь рассматривались стратегические командные центры, районы базирования баллистических ракет, аэродромы стратегической авиации, базы ракетоносных субмарин. Задачей системы было не противостоять массированным ракетным ударам, а сделать невозможным поражение этих объектов небольшим числом ракет, которые противник мог бы незаметно развернуть вблизи территории США.

## Структура
Система противоракетной обороны «Safeguard» состояла из следующих ключевых компонентов:

### Perimeter Acquisition Radar

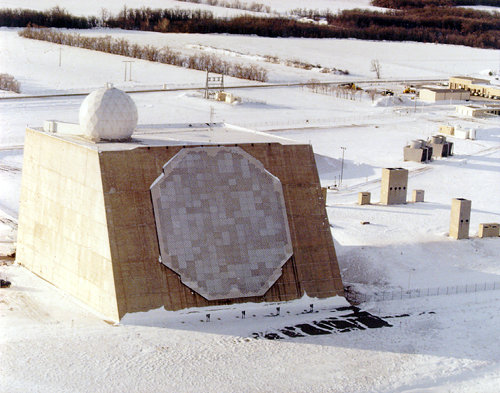
Радар периметрического обнаружения зимой

Радар периметрического обнаружения (англ. Perimeter Acquisition Radar) - РЛС раннего предупреждения и слежения с пассивной фазированной антенной решеткой. Эта огромная РЛС с пиковой мощностью более 15 мегаватт была сердцем всей программы «Safeguard» и предназначалась для обнаружения приближающихся боеголовок и выдачи целеуказания по ним. На каждый комплекс полагалось по одному радару такого типа.
РЛС была создана на базе РЛС AN/FPQ-16, использовавшейся в системе предупреждения о ракетном нападении США. На дистанции до 3200 километров система могла различить объект диаметром около 24 сантиметров. Дальнейшие модернизации увеличили возможности системы. Система могла одновременно отслеживать и сопровождать несколько десятков целей. Огромный радиус действия позволял своевременно обнаружить ракетное нападение на охраняемые объекты и обеспечить запас времени для выработки огневого решения и перехвата.
Антенны РЛС устанавливались на массивном железобетонном основании под углом к вертикали. Энергопитание обеспечивалось либо от национальной энергосети, либо от дизельных генераторов, установленных в специальном подземном бункере около РЛС.

### Missile Site Radar

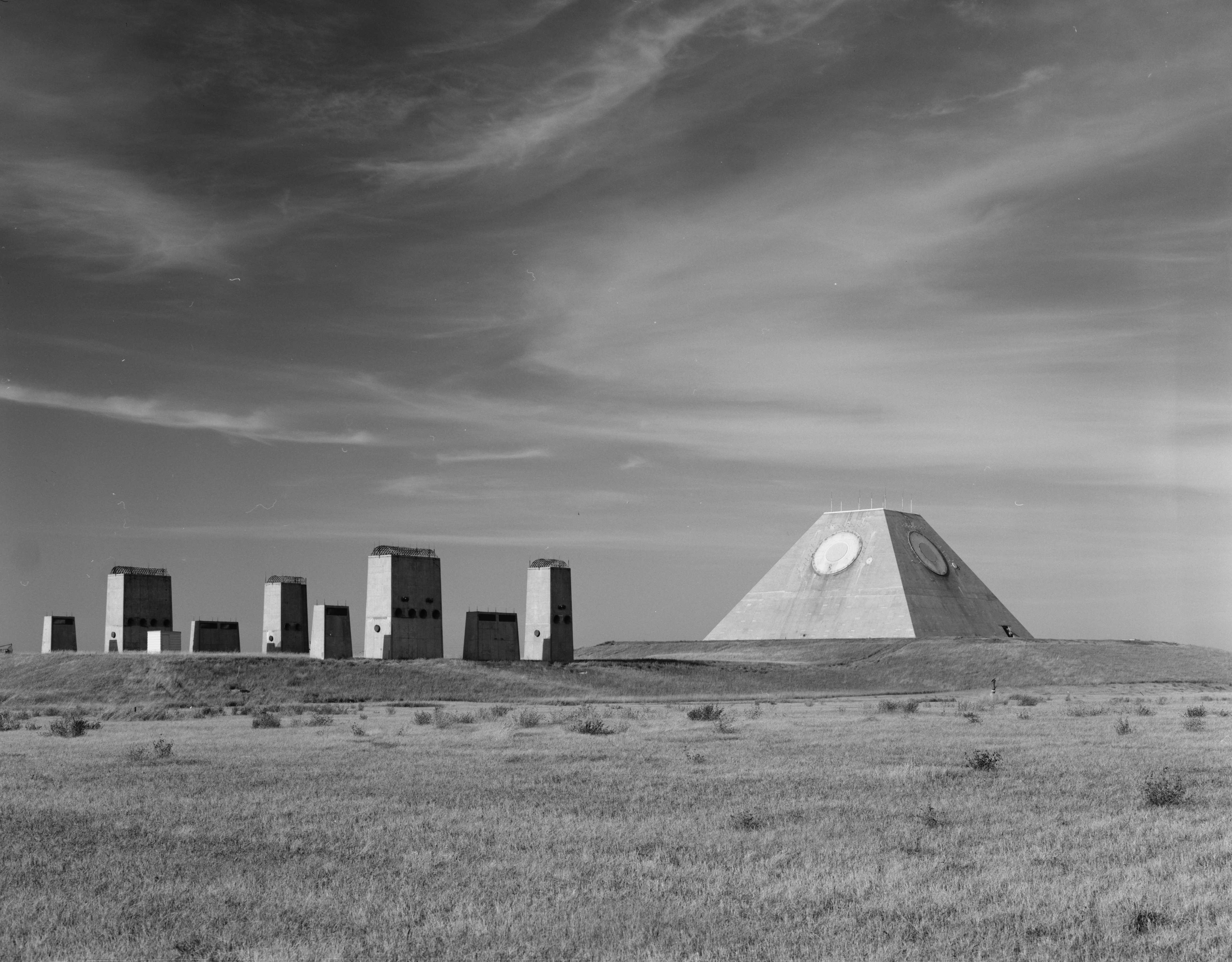
MSR на базе в Северной Дакоте (48°35′21.91″N 98°21′24.26″W). Слева - выхлопные трубы генераторной станции

Радар ракетной позиции (англ. Missile Site Radar ) предназначался для сопровождения обнаруженных целей и отслеживания летящих ракет. Он был включен в состав центральной позиции комплекса.
Установка радара этого типа представляла собой усеченную пирамиду, на наклонных стенах которой размещались фазированные антенные решетки РЛС. Таким образом РРП обеспечивал круговой обзор на 360 градусов и мог отслеживать приближающиеся цели и взлетающие ракеты с любого направления. Непосредственно под пирамидой радара размещался командный бункер.
Первичное целеуказание система получала от РЛС периметрического обнаружения. Когда боеголовки приближались, РРП брала их на сопровождение и отслеживала как цели, так и взлетающие ракеты, снабжая данными компьютеры системы управления.

### Противоракета заатмосферного перехвата

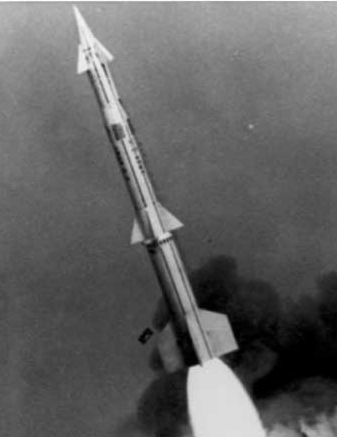
Пуск ракеты «Спартан»

Дальнобойная трехступенчатая противоракета LIM-49A «Спартан» составляла первый эшелон перехвата. Она предназначалась для перехвата за пределами атмосферы, на дистанции до 740 километров от комплекса.
Ракета выводилась в расчетную точку встречи с неприятельскими боеголовками и уничтожала их подрывом 5-мегатонной нейтронной боевой части. Поражающим фактором в первую очередь являлось рентгеновское излучение и нейтронный поток. За счет большого радиуса действия конструкторы рассчитывали в определенной степени нивелировать маскирующий эффект плазменных облаков высотных ядерных взрывов и ослабить действие ЭМИ и искусственных радиационных поясов на радары. Таким образом устранялась угроза, что противник пошлет две боеголовки одну за другой по одной траектории и вторая проскочит под прикрытием радионепрозрачного плазменного облака от уничтожения первой.
На испытаниях противоракета «Спартан» впервые перехватила боевой блок МБР «Минитмен» (учебный) в августе 1970 года. Всего за время испытаний ракета выполнила 48 перехватов (в том числе один двойной), из них 43 были успешны, то есть надежность системы составляла 89,6 %.
Развернутый на позиции в Северной Дакоте комплекс «Сэйфгард» включал 30 противоракет «Спартан» во взрывозащищённых шахтах. Существовала всего одна стартовая позиция «Спартанов» непосредственно рядом с центральным комплексом, так как большой радиус действия позволял им эффективно защищать всю охраняемую комплексом территорию.

### Противоракета внутриатмосферного перехвата

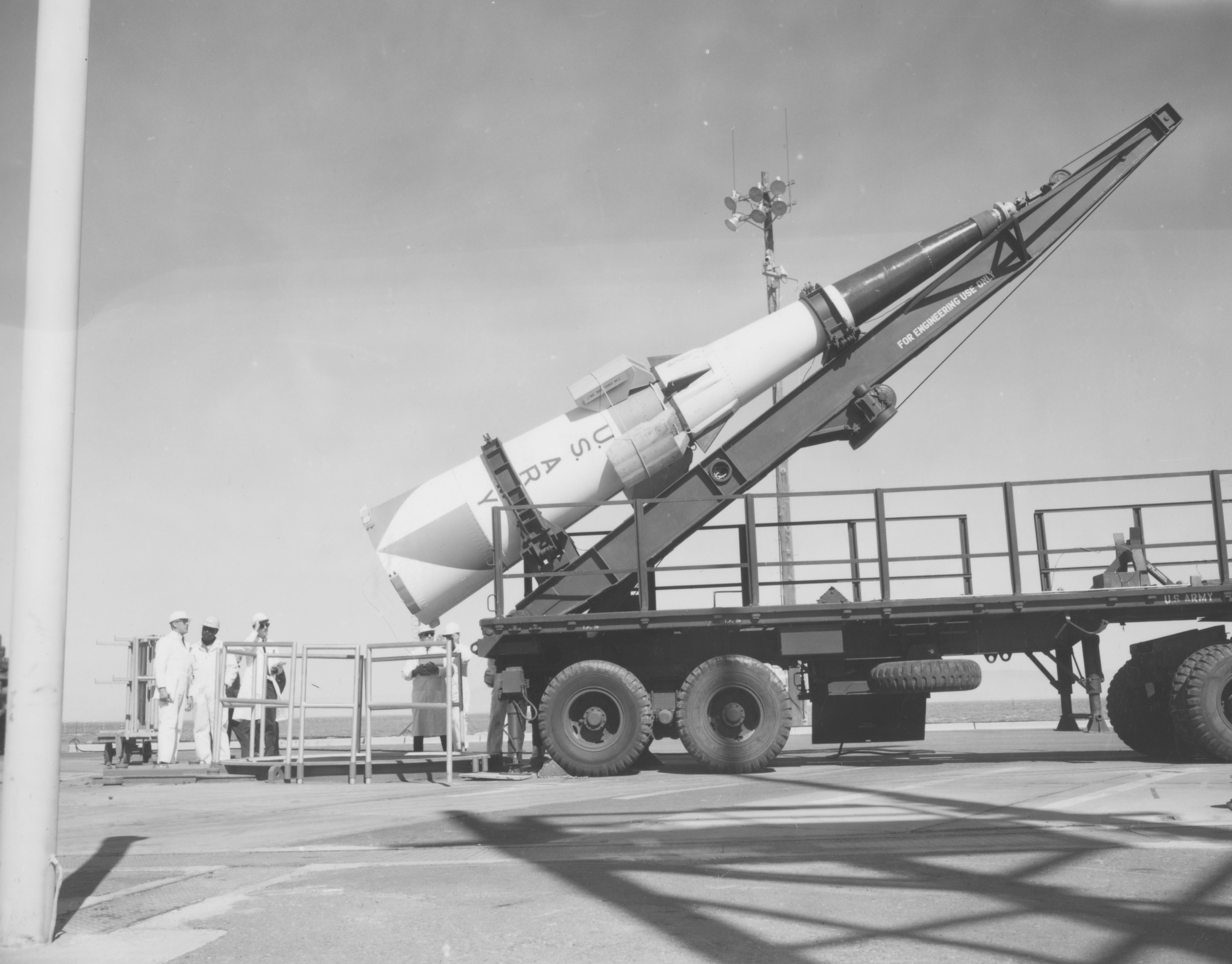
Ракета «Спринт» загружается в шахту

Двухступенчатая скоростная противоракета «Спринт» составляла второй эшелон перехвата. Она предназначалась для перехвата и уничтожения тех боеголовок, что прорвали заатмосферный эшелон.
В основу концепции «Спринта» был положен перехват боеголовки в верхних слоях атмосферы, на дистанции до 40 километров. Предполагалось, что на этой стадии все ложные цели будут уже отфильтрованы за счет торможения в верхних слоях атмосферы (более легкие ложные цели тормозились быстрее, чем более тяжелые боеголовки) и противоракета сможет точно поразить настоящие боеголовки. Так как время перехвата было очень ограничено и времени на вторую попытку в случае промаха уже не было, к ракете предъявлялись экстремальные требования: «Спринт» должен был выдерживать более чем стократную перегрузку.
Ракета оснащалась малогабаритной нейтронной боевой частью W-66, килотонного эквивалента. Предполагалось, что они не будут создавать больших помех для наземных радаров и наносить значительного вреда людям и объектам на поверхности земли.
На испытаниях, ракета «Спринт» продемонстрировала выдающиеся возможности при перехвате учебных боевых блоков МБР «Минитмен» и БРПЛ «Поларис». Всего было проведено 46 учебных пусков, из которых 41 был удачным (89,1 %), 2 - частично удачными и 3 - неудачными. На учениях были отработаны и двойные пуски, и перехват множественных целей. В целом ракета превзошла ожидания разработчиков, продемонстрировав надежность и точность.
Развернутый в Северной Дакоте комплекс «Сэйфгард» включал пять позиций противоракет «Спринт». Каждая позиция оснащалась двенадцатью противоракетами в железобетонных шахтах. Одна ракетная позиция прикрывала непосредственно комплекс «Сэйфгард» (радар периметрического обнаружения и шахты дальнобойных противоракет «Спартан»), а остальные четыре были распределены между пусковыми позициями баллистических ракет «Минитмен». Всего было развернуто 70 противоракет «Спринт».

## Развертывание

### Планы развертывания

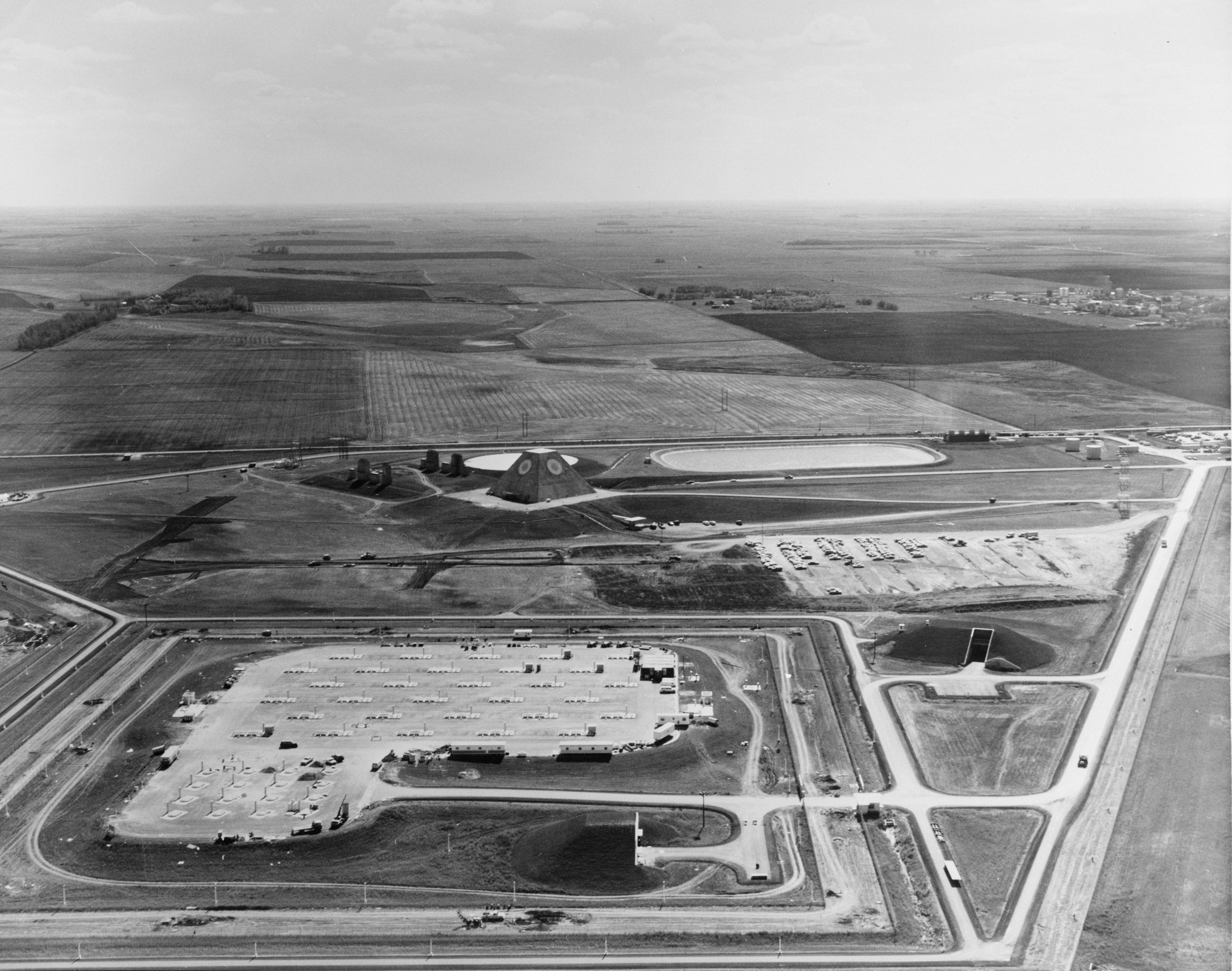
Аэрофотосъемка базы Стэнли Микелсена. Центральная позиция.
- На переднем плане - шахтные пусковые позиции противоракет "Спринт" и "Спартан"
- На заднем плане - пирамида РЛС ракетной позиции

Первоначальный план развертывания, принятый в 1968 году, предполагал развертывание ракетных баз для обеспечения защиты следующих объектов первой очереди:
- Авиабазы Уитман (Whiteman AFB), штат Миссури, на которой базировались 150 МБР Минитмен
- Авиабазы Малмстром (Malmstrom AFB), штат Монтана, на которой базировались 150 МБР Минитмен
- Авиабазы Гранд Форкс (Grand Forks AFB), штат Северная Дакота, на которой базировались 150 МБР Минитмен

Таким образом, система «Сэйфгард» защищала от обезоруживающего удара 450 МБР, чего должно было хватить для гарантии взаимного уничтожения в случае любой агрессии. В перспективе рассматривалась возможность развертывания баз противоракет и для прикрытия других стратегических объектов. Однако, еще на ранней стадии подготовки, база Уитман была исключена из плана (хотя место для развертывания радаров и противоракет было уже выбрано) и строительство сосредоточилось только на двух остальных базах.
В рамках первой очереди рассматривалось также развертывание ракетной базы для защиты Вашингтона и (ограниченно) соседних населенных пунктов. В дальнейшем число баз противоракет рассчитывали довести до двенадцати.

### Договор о ограничении противоракетной обороны
В 1972 году США и СССР подписали Договор об ограничении систем противоракетной обороны, ограничивший создание систем стратегической ПРО.
Главной целью договора было обеспечить поддержание доктрины взаимного гарантированного уничтожения и таким образом снизить международную напряженность и риск начала атомной войны. Обязавшись не развертывать глобальных систем противоракетной обороны (однако, договор не запрещал разрабатывать и испытывать таковые), обе стороны обеспечивали ситуацию, при которой внезапное нападение одной стороны всегда было бы парировано ответным ядерным ударом неприятеля. Таким образом, осознание собственной беззащитности должно было сдерживать обе стороны от идеи начать новую мировую войну.
Договор, однако, учитывал опасения стратегов относительно вероятности ограниченного обезоруживающего удара. Поэтому, согласно договору, каждая сторона могла развернуть не более одного района стратегической противоракетной обороны для защиты своих наиболее важных стратегических объектов. Каждый район должен был включать не более 100 противоракет радиусом действия не более 1000 км. Предполагалось, что этого хватит, чтобы исключить угрозу обезоруживающего удара, в то же время не нарушая стратегический баланс.
В связи с договором работы над противоракетной обороной базы Малмстром были остановлены, хотя основные инженерные работы были уже завершены. Командование армии США сочло более важным завершить постройку базы противоракет в Северной Дакоте, избранной США в качестве дозволенного района противоракетной обороны.

### База Стэнли Микельсен

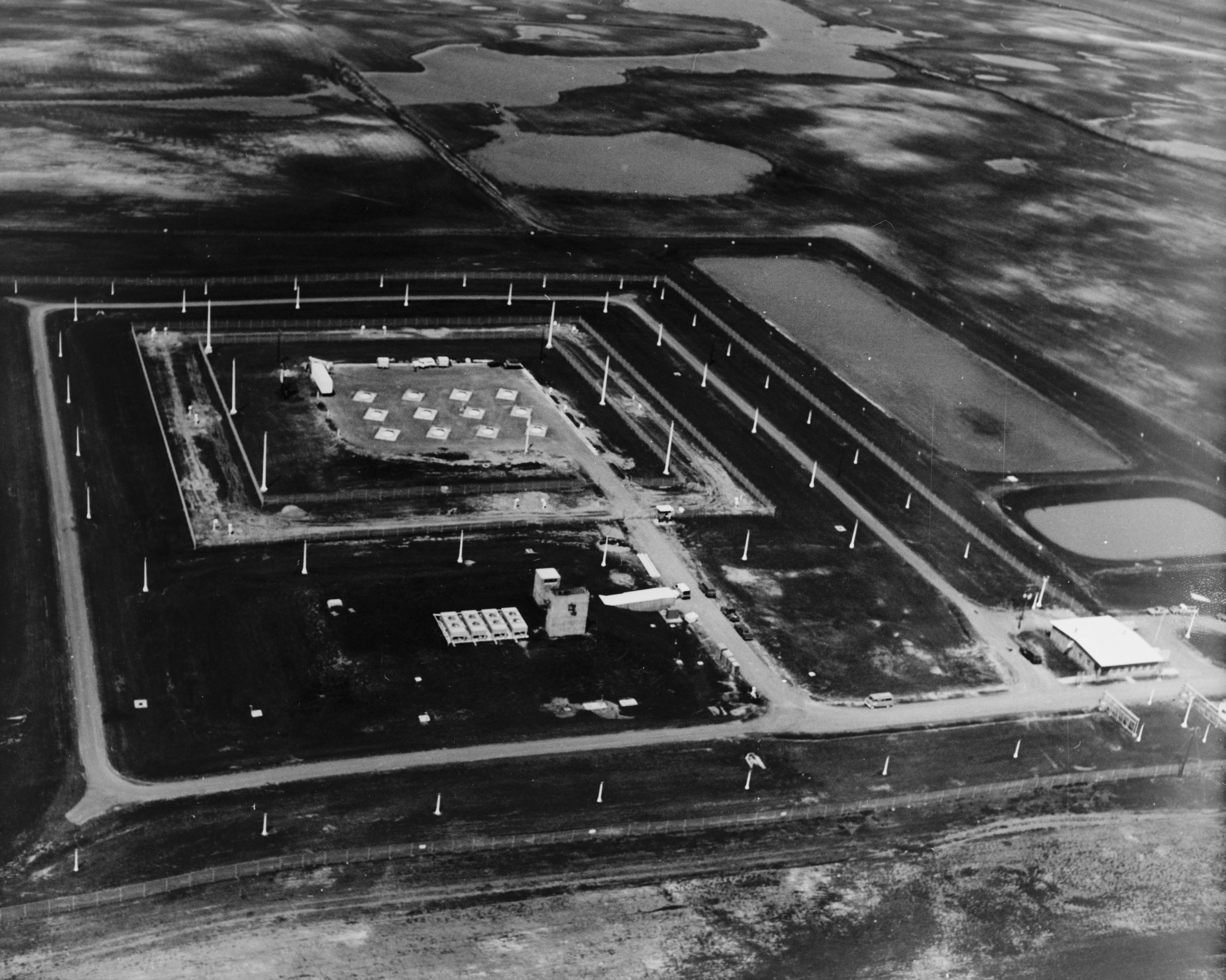
Отдаленная ракетная позиция "Спринтов" No 2

В 1975 году база противоракетной обороны Стэнли Микельсен в Северной Дакоте была поставлена на боевое дежурство. База располагалась на территории авиабазы Гранд Форкс, прикрывая своими противоракетами все эскадроны баллистических ракет.
Центральная позиция комплекса включала:
- радар дальнего обнаружения
- радар ракетной позиции
- 30 расположенных шестью рядами по пять шахт противоракет «Спартан»
- 16 расположенных четырьмя рядами по четыре шахт противоракет «Спринт» (предназначенных для обороны самого комплекса)

Вокруг основного комплекса, прикрывая разнесенные позиции баллистических ракет, были расположены четыре Отдаленные ракетные позиции (англ. Remote Missile Sites) ракет «Спринт»: позиции номер 1 и 2 имели по 12 пусковых шахт, позиция номер 3 имела 16 пусковых шахт, и позиция номер 4 — 14 пусковых шахт. Всего внешние позиции имели до 54 ракет «Спринт».
Подобная архитектура базы позволяла перехватить до 30 боеголовок на заатмосферном рубеже обороны, и до 12 — при атаке на каждую отдельную секцию комплекса на атмосферном. Со своей позиции в Гранд Форкс комплекс «Сэйфгард» обеспечивал частичную противоракетную оборону всей Северной и Южной Дакоты, Миннесоты, большей части Висконсина и восточной части Монтаны.

## Консервация
Система «Safegurad» была поставлена на боевое дежурство в 1975 году: но буквально на следующий день Конгресс принял решение о прекращении работы по проекту. Связано это было с изменением доктрины обеспечения безопасности стратегических ракетных сил — началом перевооружения американских подводных ракетоносцев на ракеты UGM-73 Poseidon с разделяющимися боеголовками индивидуального наведения.
Рассредоточенные в мировом океане, подводные ракетоносцы были практически неуязвимы для обезоруживающих ударов. Американский флот располагал сорок одной ракетоносной субмариной, каждая — с шестнадцатью ракетными шахтами, что при условии перевооружения их на ракеты «Посейдон» позволяло базировать на подводных лодках общим счетом 6560 боеголовок. Значительный радиус действия «Посейдонов» — более 4600 км — позволял им избегать районов плотной ПЛО неприятеля, запуская баллистические ракеты с безопасной дистанции. В перспективе же ожидалось появление баллистической ракеты подводных лодок «Трайдент», обладавшей межконтинентальной дальностью и способной достигать цели на территории СССР из любых точек мирового океана.
В свете подобных перспектив подводного рассредоточения ядерного арсенала США защита от обезоруживающего нападения, предоставляемая системой «Сэйфгард» всего лишь одной авиабазе, выглядела слишком дорогой. Подводные ракетоносцы были дешевле, эффективнее и многофункциональнее, чем стационарные комплексы. В 1976 году, спустя пять месяцев после постановки на дежурство, комплекс в Северной Дакоте был законсервирован.
В настоящее время единственной работоспособной частью комплекса является Радар периметрического обнаружения, используемый в системе СПРН США.

## Оценка эффективности

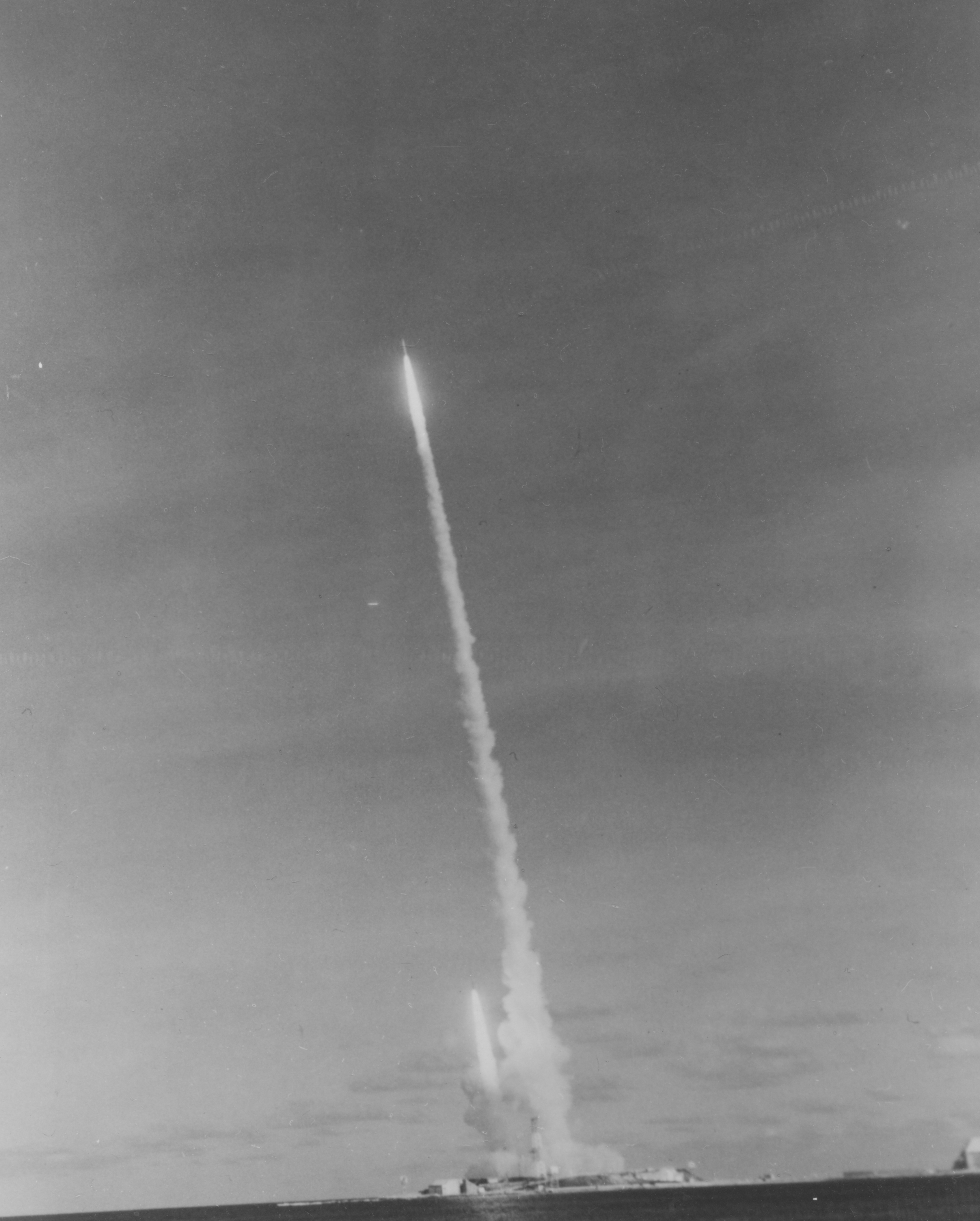
Две ракеты "Спартан" стартуют на учениях: одна перехватывает учебную мишень, другая направляется в условную точку космического пространства

В отличие от большинства систем противоракетной обороны, система «Сэйфгард» была достаточно эффективна для выполнения своей роли. Это было связано с тем, что защищаемые ей объекты — шахты баллистических ракет — были рассредоточены по площади и хорошо защищены от поражения.
Ракетное крыло Гранд Форкс включало три эскадрильи баллистических ракет, каждая из которых имела по пять ракетных батарей с десятью МБР «Минитмен» шахтного базирования каждая — всего 15 ракетных батарей и 150 шахтных пусковых установок отдельного старта (ШПУ ОС). Чтобы полностью вывести крыло из строя внезапным обезоруживающим нападением, неприятелю требовалось не менее 15 боевых блоков, только чтобы накрыть одну ракетную батарею. Это было в рамках возможного - например, залп одной субмарины проекта 667БД состоял из шестнадцати ракет с ядерными боевыми частями.
Однако, система «Сэйфгард» вмешивалась в расчеты нападающего. Теоретически система могла нейтрализовать ~50 неприятельских боевых блоков, нацеленных на любую шахтную пусковую установку или командный пункт. Даже если единичные боевые блоки просочились бы сквозь защиту, не было никаких гарантий, что их будет достаточно для поражения ВСЕХ шахтных пусковых установок ракетной эскадрильи Гранд Форкс.
Так как разнесенные по времени последовательные атаки (имеющие целью истощить оборону) в обезоруживающем ударе были невозможны, целью обезоруживающего удара было бы поразить стратегические объекты США в кратчайшее время до того, как американцы нанесут ответный удар, то неприятелю пришлось бы направлять более 50 боевых блоков на КАЖДУЮ ракетную батарею, чтобы иметь шансы преодолеть систему «Сэйфгард» и разрушить всю ракетную эскадрилью Гранд Форкс. Незаметно организовать силы для такой обезоруживающей атаки было бы нереально.